# Dorpsstraat 158 (Nieuwe Niedorp)
De stolpboerderij aan de Dorpsstraat 158 is een provinciaal monument gelegen in het Noord-Hollandse Nieuwe Niedorp. Het vierkant van de stolpboerderij stamt uit omstreeks 1850. De gevel met jugendstil elementen zijn waarschijnlijk van latere datum, plm. 1880.

## Geschiedenis van de stolpboerderij
Van oorsprong is de stolpboerderij een veehouderij. Vroeger was de boerderij in bezit van veehouder R. Rezelman, die een gemengd bedrijf in de boerderij onderbracht. Later kwam de boerderij in bezit van J.H.M. Peterse. De familie Peterse verdienden de kost met een fruitkwekerij en fruitwinkel. Sinds 1997 zit Bloembinderij Pimpernel in de stolp.

## Beschrijving van het exterieur
Het dak is bedekt met een rietenkap zonder dakspiegel. De stolp heeft een enkel vierkant. In de voor- en zijgevel zijn de originele voordeur en rouw- en trouwdeur te vinden. Rond 1915 heeft er een ophaalbrug gestaan voor de oprit van de boerderij, die enkele jaren later uit het straatbeeld is verdwenen.